# Bennett Place State Historic Site
Die Bennett Place State Historic Site, auch bekannt als Bennett Farm, ist eine historisch bedeutsame Stätte in Durham im Durham County, North Carolina. Hier fand am 26. April 1865 die größte Kapitulation konföderierter Streitkräfte während des Amerikanischen Bürgerkriegs statt, auf die sich die Generale William T. Sherman und Joseph E. Johnston verständigten.

## Baubeschreibung
Die Bennett Place State Historic Site ist 1,6 Hektar groß und hat den Status eines State Parks. Sie besteht aus einer kleinen Farm, die drei Gebäude in Stülpschalungsbauweise und Giebeldach umfasst: ein Wohnhaus, eine Küche und eine Räucherei. Von Anlage und Gestalt ist sie typisch für die Farmen, die Mitte des 19. Jahrhunderts im Piedmont North Carolinas standen. Im Küchengebäude ist Kochgeschirr aus dem frühen 19. Jahrhundert ausgestellt, während im Wohnhaus Möbel stehen, die der Originaleinrichtung von 1865 nachempfunden sind. Dazu wurden zeitgenössische Zeichnungen der Kapitulationsverhandlungen verwendet.

## Geschichte
Das Gelände der Bennett Place State Historic Site ist seit 1789 besiedelt. Wo genau das erste Wohnhaus stand, in dem Thomas Couch, Sr. lebte, ist nicht gesichert. Nach mehreren Besitzerwechseln wurde im Jahr 1846 schließlich der Schuster, Schmied und Farmer James Bennett Eigentümer des Grundstücks. Als sich 1865 der Sezessionskrieg dem Ende zuneigte, lebte Bennett mit seiner Familie auf der heutigen Bennett Place State Historic Site.
Nach der Niederlage der Konföderierten in der Schlacht bei Bentonville und der Kapitulation von General Robert Edward Lee mit 40.000 Mann bei Appomattox Court House am 9. April 1865 erkannte der Südstaaten-General Johnston, der 89.000 Mann in North und South Carolina, Georgia und Florida kommandierte, die Aussichtslosigkeit seiner Lage und bereitete gegen den Willen von Präsident Jefferson Davis die Kapitulation vor. Mitte April befand sich der Truppenführer der Nordstaaten, General Sherman, in Raleigh, während Johnston in Hillsborough lag. Johnston und Sherman verständigten sich darauf, die Kapitulationsverhandlungen an der Straße von Hillsborough nach Durham zu führen. Am Morgen des 17. April trafen sich die Generale und ihre Begleiter. Auf den Wunsch Shermans, die Gespräche an einem vertraulichen Ort abzuhalten, schlug Johnston die Bennett Farm vor, die er kurz zuvor passiert hatte. Im Wohnhaus Bennetts fanden dann die Kapitulationsverhandlungen statt, bis am Abend des 18. April eine „Vereinbarungsgrundlage“ gefunden war. Da auf politischer Ebene Änderungen der Kapitulationsbedingungen verlangt wurden, fand am 26. April ein erneutes Treffen statt, bei dem die nun verschärften Kapitulationsbedingungen unterschrieben wurden. Damit trat die größte Kapitulation der Konföderierten im Amerikanischen Bürgerkrieg in Kraft.
Das Farmhaus brannte 1921 ab und wurde später mit den ursprünglich verwendeten Baumaterialien rekonstruiert. Im Jahr 1923 wurde das Unity Monument zur Erinnerung an die Kapitulation der Confederate States Army und das Ende des Sezessionskriegs errichtet. Obwohl die Tragweite des Ereignisses mit der Kapitulation Robert Edward Lees vergleichbar ist, steht dieser historische Ort im Schatten von Appomattox Court House, das zum National Historical Park erklärt wurde.
Am 26. Februar 1970 wurde Bennett Place in das National Register of Historic Places eingetragen.